# 毛利元法
毛利 元法（もうり もとのり、慶長8年（1603年） - 承応元年3月25日（1652年5月3日））は、長州藩一門家老である右田毛利家の3代当主。
父は毛利元倶。正室は堅田元慶の娘。通称は忠三郎、志摩。諱は元儀、元豊、元任、元法。子は毛利就信、毛利就直、堅田就宣、福原広俊室。

## 生涯
慶長8年（1603年）、毛利家一門毛利元倶の長男として生まれる。寛永5年（1628年）、家臣子弟の教育のため周防国佐波郡右田に郷校「時観園」を父と共に設立する。寛永12年（1635年）、父の隠居により家督を相続する。寛永14年（1637年）、毛利就頼、益田元尭と共に加判役となり、国元留守居役として藩政を任された。寛永21年（1644年）、玉祖神社の鳥居を建立する。承応元年（1652年）3月25日死去。享年50。家督は長男の就信が相続し、次男の就直は吉敷毛利家を相続した。